# 1994년 한국시리즈
1994년 프로야구 한국시리즈는 10월 18일부터 23일까지 모두 4차전을 치러서, LG 트윈스가 태평양 돌핀스를 4전 전승으로 누르고 우승을 차지했다. 한국시리즈 MVP는 이번 시리즈에서 1승 2세이브의 성적을 거둔 LG의 김용수선수가 차지했다.

## 정규 시즌
| 순위 | 구단   | 승 | 무 | 패 | 승률  | 승차 |
| ---- | ------ | -- | -- | -- | ----- | ---- |
| 1위  | LG     | 81 | 0  | 45 | 0.643 | 0.0  |
| 2위  | 태평양 | 68 | 3  | 55 | 0.552 | 11.5 |
| 3위  | 한화   | 65 | 2  | 59 | 0.524 | 15.0 |
| 3위  | 해태   | 65 | 2  | 59 | 0.524 | 15.0 |
| 3위  | 삼성   | 65 | 2  | 59 | 0.524 | 15.0 |
| 6위  | 롯데   | 56 | 3  | 67 | 0.456 | 23.5 |
| 7위  | OB     | 53 | 1  | 72 | 0.425 | 27.5 |
| 8위  | 쌍방울 | 47 | 5  | 74 | 0.393 | 31.5 |

## 플레이오프 결과
|               | 승리팀                | 경기 결과 | 상대팀                  |
| ------------- | --------------------- | --------- | ----------------------- |
| 준 플레이오프 | 한화 이글스(공동 3위) | 2 - 0 - 0 | 해태 타이거즈(공동 3위) |
| 플레이오프    | 태평양 돌핀스(2위)    | 3 - 0 - 0 | 한화 이글스(공동 3위)   |

준 플레이오프에서는 같은 승률(.524)을 기록하며 시즌을 마친 한화 이글스와 해태 타이거즈가 맞붙었다. 여기서 한화가 해태를 2전 전승으로 누르고 플레이오프에 진출했다. 정규리그 2위를 기록한 태평양 돌핀스는 해태를 누르고 올라온 한화를 3경기동안 홈런 6개를 기록하며 3전 전승으로 제압, 첫 한국시리즈 우승의 기회를 잡게 되었다.

## 한국시리즈 경기 결과

### 1차전
10월 18일 - 서울종합운동장 야구장
| 팀                                                               | 1 | 2 | 3 | 4 | 5 | 6 | 7 | 8 | 9 | 10 | 11 | R | H | E |
| 태평양 돌핀스                                                    | 0 | 0 | 0 | 0 | 0 | 0 | 1 | 0 | 0 | 0  | 0  | 1 | 6 | 0 |
| LG 트윈스                                                        | 0 | 0 | 1 | 0 | 0 | 0 | 0 | 0 | 0 | 0  | 1  | 2 | 5 | 0 |
| 승리 투수: 김용수 패전 투수: 김홍집 홈런: LG – 김선진(11회 솔로) |   |   |   |   |   |   |   |   |   |    |    |   |   |   |

- 시구 : 김영삼 대통령
- LG 김선진, 끝내기 홈런

양팀은 1차전 선발로 좌완 투수인 이상훈과 김홍집을 등판시켰다. 선취점은 LG가 3회말 1사 1,3루 상황에서 유지현의 희생 플라이로 1점을 먼저 가져갔다. 그러나 이후 태평양이 7회초에 하득인의 좌전 적시타로 1대1 동점을 만들어냈다. 투수전이 되었던 이날 경기에 LG는 이상훈에 이어 차동철과 김용수를 등판시킨 반면, 태평양은 1대 1로 팽팽하던 11회말에도 선발 김홍집을 계속 마운드에 올려놓았다. 11회에도 아웃카운트 하나를 잡은 김홍집을 상대로 LG는 대타 김선진을 출전시켰다. 김선진은 김홍집이 던진 초구이자 이 경기 김홍집의 141구째를 방망이에 맞혔고, 그 공은 잠실 구장의 왼쪽 담장을 넘어갔다. 김선진의 이 해의 통산 두 번째 홈런 그리고 한국시리즈 사상 첫 끝내기 홈런이다. 이 끝내기홈런 하나로 LG는 한국시리즈의 주도권을 잡을 수 있었고, 김선진은 자신의 이름을 야구계에 알리는 계기가 되었다.

### 2차전
10월 19일 - 서울종합운동장 야구장
| 팀                                  | 1 | 2 | 3 | 4 | 5 | 6 | 7 | 8 | 9 | R | H  | E |
| 태평양 돌핀스                       | 0 | 0 | 0 | 0 | 0 | 0 | 0 | 0 | 0 | 0 | 3  | 2 |
| LG 트윈스                           | 0 | 1 | 0 | 0 | 3 | 0 | 3 | 0 | X | 7 | 10 | 0 |
| 승리 투수: 정삼흠 패전 투수: 안병원 |   |   |   |   |   |   |   |   |   |   |    |   |

LG는 정삼흠을, 태평양은 안병원을 선발 등판 시켰다. LG는 2회말 노찬엽의 안타와 안병원의 실책으로 만든 2사 3루의 찬스에서 김동수가 적시타를 기록하며 선취득점을 한다. 5회말 태평양은 최상덕으로 투수를 바꾸는데 이것이 태평양에게 결정적인 패인이 된다. LG가 박종호의 3루타로 한 점을 더 달아나자 태평양은 최창호까지 투입하지만, LG가 특급신인 유지현-김재현의 연속 안타와 폭투로 2점을 더 보태면서 스코어 0:4로 달아났다. 이후 LG는 7회말 서용빈의 2타점 2루타와 노찬엽의 적시타가 터지며 7점차까지 벌여놓았다. LG 선발 정삼흠은 9회까지 태평양 타선을 꽁꽁 막으며 역대 한국시리즈 네 번째 완봉승을 이뤄냈다.

### 3차전
10월 22일 - 숭의야구장
| 팀                                                 | 1 | 2 | 3 | 4 | 5 | 6 | 7 | 8 | 9 | R | H | E |
| LG 트윈스                                          | 0 | 0 | 0 | 0 | 0 | 2 | 3 | 0 | 0 | 5 | 8 | 2 |
| 태평양 돌핀스                                      | 0 | 0 | 0 | 4 | 0 | 0 | 0 | 0 | 0 | 4 | 7 | 2 |
| 승리 투수: 김기범 패전 투수: 정명원 세이브: 김용수 |   |   |   |   |   |   |   |   |   |   |   |   |

- 김갑중, 통한의 만세.

6회 초까지 선발 정민태의 노히트 노런에 힘입어 4:0으로 앞서던 태평양. 하지만 6회 초 2사 2루에서 김재현의 라이너 타구를 우익수 김갑중이 뒤로 흘리는(이른 바 '만세'동작) 결정적 실책성 플레이로 인해 4:2로 추격을 허용고 말았다. 이후에도 4:3으로 쫓긴 7회 초 2사 1,2루에서는 유지현의 좌익수 앞 안타 때 홈으로 뛰던 2루주자 김영직을 겨냥한 유격수 염경엽이 악송구를 범하는 바람에 1루주자까지 홈을 밟으면서 역전패한다.

### 4차전
10월 23일 - 숭의야구장
| 팀                                                                             | 1 | 2 | 3 | 4 | 5 | 6 | 7 | 8 | 9 | R | H | E |
| LG 트윈스                                                                      | 2 | 0 | 1 | 0 | 0 | 0 | 0 | 0 | 0 | 3 | 8 | 0 |
| 태평양 돌핀스                                                                  | 0 | 0 | 1 | 0 | 1 | 0 | 0 | 0 | 0 | 2 | 7 | 0 |
| 승리 투수: 이상훈 패전 투수: 최창호 세이브: 김용수 홈런: LG – 서용빈(3회 솔로) |   |   |   |   |   |   |   |   |   |   |   |   |

LG는 1회초 1사이후 김재현과 서용빈의 연속안타에 이어 시리즈 무안타에 부진에 빠진 한대화가 2타점 적시타를 날려 선취점을 올렸다. 3회초 서용빈의 솔로홈런으로 3대0으로 달아났고, 태평양이 3회말 1점, 5회말 1점으로 추격했으나 거기까지였다. 김용수가 이후 2이닝을 무실점으로 막아 4년만에 한국시리즈 정상에 복귀하였다.

## 방송 중계

### TV
| 방송 채널 | 캐스터(한국시리즈 차전) | 해설위원 | 비고  |
| --------- | ----------------------- | -------- | ----- |
| KBS 1TV   | 정도영(2·4)             | 하일성   | [ 2 ] |
| MBC TV    | 송인득(1), 양진수(3)    | 허구연   |       |
| SBS TV    | 유협(4)                 | 정순명   |       |

### 라디오
| 방송 채널     | 캐스터(한국시리즈 차전) | 해설위원 | 비고 |
| ------------- | ----------------------- | -------- | ---- |
| KBS 제2라디오 | 표영준(1), 윤성원(3)    | 이종도   |      |
| MBC 표준FM    | 불명(2·4)               | 허구연   |      |